# Szyba (jezioro)
Szyba – jezioro na Pojezierzu Ełckim, w województwie warmińsko-mazurskim. Położone jest w południowej części Ełku.

## Dane ogólne
- powierzchnia 1,4 h[1]
- długość: ok. 255 m
- szerokość do ok. 100 m
- długość linii brzegowej: około 600 m

Jezioro znajduje się w północno-wschodniej części osiedla Szyba. Brzeg jeziora od strony północnej porośnięty jest lasem. Brzeg południowy jest trudno dostępny z uwagi na otaczający zbiornik podmokły teren. Jezioro połączone jest niewielkim ciekiem wodnym z jeziorem Selmęt Mały.